# Nœud lymphatique interpectoral
Les nœuds lymphatiques interpectoraux (ou ganglions lymphatiques interpectoraux de Grossmann) sont de petits ganglions se trouvant entre le muscle grand pectoral et le muscle petit pectoral en avant de ce dernier.
Ils sont drainés par les nœuds lymphatiques axillaires pectoraux.